# خانه بینا
خانه بینا مربوط به اواخر دوره قاجار است و در خوسف، بعد از مقبره ابن حسام خوسفی واقع شده و این اثر در تاریخ ۲۲ مرداد ۱۳۸۴ با شمارهٔ ثبت ۱۳۱۲۲ به‌عنوان یکی از آثار ملی ایران به ثبت رسیده است.